# The Horse Whisperer
The Horse Whisperer (1998) es una película dirigida y protagonizada por Robert Redford, basada en la novela homónima escrita por Nicholas Evans en 1995.
Redford interpreta el papel del protagonista: un entrenador con un gran talento para adiestrar caballos, el cual es contratado para "sanar" a un caballo purasangre que pertenece a una adolescente (interpretada por Scarlett Johansson) después de un trágico accidente.

## Argumento
Grace MacLean (Scarlett Johansson), una muchacha de trece años, se encontraba dando un paseo junto a su mejor amiga, Judith (Kate Bosworth), cada una montando a caballo, cuando los dos animales resbalan en el hielo que cubre las laderas de un pavimento en la nevada forestal. Este hecho desencadena un fatal accidente en el cual Judith y su caballo caen por la ladera, son embestidos por un camión de alto tonelaje y mueren. Pilgrim (el caballo de Grace) se coloca frente al camión, intentando salvar la vida de su dueña, y recibe heridas letales, mientras que la chica pierde una pierna. Dicho incidente provoca que el caballo quede seriamente traumatizado, al igual que Grace, quien no quería asistir a la escuela y comenzaba a perder las ganas de vivir, por lo cual Annie (Kristin Scott Thomas), madre de Grace y editora neoyorkina de una famosa revista, decide llevar a Pilgrim con Tom Booker (Robert Redford), el "Susurrador de Caballos", quien vivía en Montana, a miles de kilómetros de Nueva York. Para ello realiza un extenso viaje en coche junto a su hija Grace.
El Susurrador de Caballos irá, lentamente, curando el trauma de Pilgrim, y con ello, ayudando a Annie y Grace a mejorar su relación de madre e hija. En el proceso, Annie desarrollará fuertes sentimientos por Tom, del cual se alejará muy a su pesar al finalizar su estancia en la casa de los Booker. Sam Neill, como Robert, tiene el papel secundario del padre de Grace y esposo de Annie, quien intentará ayudar a Annie a aclarar sus sentimientos poco antes del final de la película.

## Uso del formato cinematográfico
La película comienza con un formato 1.85:1, que dura los primeros 33 minutos de película. En el momento en que la protagonista y su madre deciden abandonar la ciudad de Nueva York para trasladarse a Montana, la relación de aspecto varía, pasando a un formato 2.35:1, más panorámico, simbolizando así la apertura de nuevos horizontes y la mayor libertad de la protagonista y su madre en su nuevo destino.

## Reparto
- Robert Redford como Tom Booker.
- Kristin Scott Thomas como Annie MacLean.
- Scarlett Johansson como Grace MacLean.
- Sam Neill como Robert MacLean.
- Dianne Wiest como Dianne Booker.
- Chris Cooper como Frank Booker.
- Cherry Jones como Liz Hammond.
- Ty Hillman como Joe Booker.
- Kate Bosworth (acreditada como Catherine Bosworth) como Judith.
- Jessalyn Gilsig como Lucy, ayudante de Annie.
- Jeanette Nolan como Sra. Ellen Booker.
- Allison Moorer como cantante  sin nombre.

## Producción
Estaba planeado que Emma Thompson interpretase el papel de Annie MacLean. Sin embargo, al final, lo interpretó Kristin Scott Thomas. También hay que destacar, que al principio Natalie Portman iba a interpretar a Grace MacLean, Sin embargo ella prefirió actuar en Broadway en la obra El Diario de Anna Frank. Por ello el papel fue a parar a Scarlett Johansson.

## Recepción
La película fue un claro éxito de taquilla. Recaudó casi 187 millones de dólares, mientras que su presupuesto no alcanzó los 14 millones.